# Boogie Nights - L'altra Hollywood
Boogie Nights - L'altra Hollywood (Boogie Nights) è un film del 1997 scritto e diretto da Paul Thomas Anderson, con Mark Wahlberg, Burt Reynolds, Julianne Moore, Heather Graham, John C. Reilly e Philip Seymour Hoffman.
La pellicola narra l'ascesa e il declino di un giovane pornodivo nella California a cavallo degli anni settanta ed ottanta. Nonostante la storia sia fittizia, il film si ispira a vicende realmente vissute da diversi attori pornografici dell'epoca, in particolar modo dal celebre John Holmes (menzionato, tra l'altro, in una scena del film dallo stesso protagonista).

## Trama
San Fernando Valley, 1977. Eddie Adams, lavapiatti diciassettenne, viene avvicinato dal regista pornografico Jack Horner, che è venuto a sapere da Maurice, proprietario del locale dove lavora Eddie, della prestanza fisica del ragazzo. Il giovane, infatti, spesso s'arrotonda lo stipendio facendosi pagare per sfoggiare il suo pene dalle dimensioni decisamente fuori dal comune (33 cm di lunghezza) o per masturbarsi dinanzi al pagante, dichiarando di non avere problemi a farlo 2 o 3 volte per sera. Horner capisce di poter sfruttare la situazione e Eddie, dopo l'ennesima lite con la madre alcolizzata, scappa di casa, deciso a tentare la strada della celebrità nella pornografia. Si presenta quindi a casa di Jack, dove il regista gli illustra il suo progetto: elevare il suo mestiere a una forma d'arte, facendo film "veri", con una trama che coinvolga lo spettatore fino alla fine della storia.
Il giovane fa ben presto la conoscenza della troupe che gravita attorno alla figura di Jack, composta dagli attori Buck Swope, cowboy afro-americano con la passione per l'elettronica, Reed Rothchild, il classico simpaticone col pallino dei giochi di prestigio (e con il quale Eddie instaurerà una sincera amicizia), la disinibita Rollergirl (che, come lascia intendere il suo soprannome, indossa costantemente dei pattini a rotelle), il "cioccolatino fondente" Becky Barnett e Amber Waves, divorziata e con un figlio, schiava della droga. Il cast tecnico è invece composto dal frustrato Little Bill, l'aiuto-regista di Jack, dal direttore della fotografia Kurt Longjohn e dal timido omosessuale represso Scotty J., il tecnico del suono.
Eddie inizia a frequentare le feste che si tengono nella villa di Horner e a conoscere la gente che conta. Su consiglio del produttore dei film di Horner, noto come il "Colonnello", Eddie decide di adottare uno pseudonimo che faccia colpo e sceglie Dirk Diggler. L'esordio di Dirk davanti alla macchina da presa è fenomenale: gli bastano due soli film per diventare uno dei pornoattori più noti. È il 1978 e la serie porno-poliziesca imperniata sul personaggio di Brock Landers, di cui Dirk è protagonista e co-ideatore assieme allo stesso Horner, ottiene grande successo e la fama e i soldi aumentano sempre più.
Alla festa di capodanno del 1980, nella villa di Horner, il produttore Floyd Gondolli discute con Jack delle strategie future: la cinematografia pornografica è in forte declino ed il futuro è nelle videocassette, meno costose e molto più facili da distribuire rispetto alle bobine da sala cinematografica, ma a Jack il progetto non piace e se ne tira fuori. A fine serata Little Bill, esasperato dai continui tradimenti della moglie, che non si faceva scrupoli ad intrattenersi in amplessi con i suoi amanti occasionali anche in pubblico, la uccide mentre è appartata con un suo amante in una delle stanze della villa, per poi suicidarsi proprio davanti a tutti gli invitati.
Anche se all'alba del nuovo decennio la fama di Dirk sembra resistere, le cose iniziano a cambiare: il "Colonnello" viene arrestato per pedopornografia e Jack scopre un nuovo giovane promettente che rischia di offuscare Dirk, ormai sempre più instabile e poco affidabile durante le riprese a causa della sua sempre più dispendiosa dipendenza dalla cocaina. La situazione degenera quando Dirk, che comincia ad avere seri problemi a mantenere un'erezione, pretende da Jack di iniziare a girare una scena, dato che ha un'erezione, mentre la troupe ha ancora bisogno di una ventina di minuti. La discussione fra Jack e Dirk degenera, anche per via del forte stato alterato del giovane indotto da una dose massiccia di coca assunta poco prima, ed il regista lo licenzia in tronco, cacciandolo dal set.
È l'inizio della parabola discendente: Dirk e Reed, tiratisi fuori dal mondo del porno, cercano di intraprendere un'improbabile carriera da musicisti, finendo però per sperperare inutilmente le proprie finanze; Amber e Rollergirl sfogano le loro frustrazioni, la custodia negata del figlio per una e l'impossibilità di completare il college e ricucire i rapporti con la famiglia e gli amici per l'altra, nello sfrenato abuso di droghe; Buck tenta senza successo di ottenere un prestito bancario per aprire un suo negozio di Hi-Fi; e infine Jack, che si trova ormai costretto a girare su cassetta e a mettere da parte il suo sogno di dare una dignità artistica al cinema a luci rosse.
Nel dicembre del 1983 le cose sembrano toccare il fondo. Amber si vede negare definitivamente la possibilità di vedere il figlio, poiché l’ex marito la fa riconoscere dal giudice come persona irresponsabile, a causa del suo lavoro e della tossicodipendenza. Jack e Rollergirl girano una nuova serie pornografica, dove a bordo di una limousine abbordano giovani ragazzi sconosciuti da riprendere mentre fanno sesso con la stessa Rollergirl. Uno dei ragazzi si rivela essere un vecchio compagno di scuola della ragazza, che si mostra contrariata dall’essere stata riconosciuta e chiamata per nome davanti alla telecamera, e, quando Jack interrompe le riprese e congeda malamente il ragazzo (poiché insoddisfatto della sua prestazione) e questi critica pesantemente le sue ultime pellicole, scoppia una violentissima zuffa tra i due. La troupe riesce a separarli soltanto quando Jack lo ha ormai messo al tappeto, ma Rollergirl esce dalla macchina e prendendolo a calci con i pattini lo riduce in fin di vita.
Dirk, ormai costretto a prostituirsi anche con gli uomini per rimediare qualche dollaro, viene brutalmente picchiato da un gruppo di teppisti omofobi. Buck Swope, che si è fermato a comprare delle ciambelle, rimane coinvolto in una rapina dalla dinamica surreale, dove un cliente spara al rapinatore, che spara al cliente, che a sua volta spara al commesso. Buck decide di prendere i soldi e scappare. Una notte, Dirk e Reed vengono coinvolti da Todd Parker, uno spogliarellista amico di Reed, in una truffa ai danni del narcotrafficante Rahad Jackson, al quale venderanno una falsa partita di eroina. La truffa va a monte quando lo stesso Todd, non riuscendo a mantenere i nervi saldi, tira fuori una pistola e cerca di rapinare Jackson; ne nasce una sparatoria selvaggia, da cui Dirk e Reed si salvano per puro miracolo. Ormai solo e disperato, Dirk si presenta di nuovo a casa di Jack, che accetta le sue scuse.
Siamo nel 1984 e la strana “famiglia” allargata che ruota intorno alla villa di Jack sembra aver ritrovato un suo equilibrio: Buck, accasatosi con Jessie St. Vincent (un'ex interprete minore dei film di Jack), con la quale ha appena messo al mondo un figlio, ha aperto il suo negozio di impianti stereofonici; Rollergirl è tornata a scuola; il Colonnello, in carcere, è ormai costante preda delle violenze del suo corpulento compagno di cella; Maurice ha fatto venire i suoi due fratelli dal Porto Rico e li ha associati alla sua impresa; Reed è riuscito ad allestire un suo spettacolo di prestidigitazione. Molte cose sembrano essere cambiate ma, mentre si sta preparando in camerino per il primo ciak del suo nuovo film, Dirk continua a ripetersi allo specchio d'essere una grande stella luminosa.

## Riconoscimenti
- 1998 - Premio Oscar
  - Nomination Miglior attore non protagonista a Burt Reynolds
  - Nomination Miglior attrice non protagonista a Julianne Moore
  - Nomination Migliore sceneggiatura originale a Paul Thomas Anderson
- 1998 - Golden Globe
  - Miglior attore non protagonista a Burt Reynolds
  - Nomination Miglior attrice non protagonista a Julianne Moore
- 1998 - Premio BAFTA
  - Nomination Miglior attore non protagonista a Burt Reynolds
  - Nomination Migliore sceneggiatura originale a Paul Thomas Anderson
- 1997 - Satellite Award
  - Miglior cast
  - Miglior attore non protagonista a Burt Reynolds
  - Miglior attrice non protagonista a Julianne Moore
  - Nomination Miglior regista a Paul Thomas Anderson
  - Nomination Miglior film drammatico
  - Nomination Migliore sceneggiatura originale a Paul Thomas Anderson
  - Nomination Miglior attore in un film drammatico a Mark Wahlberg
  - Nomination Miglior montaggio a Dylan Tichenor
- 1998 - National Society of Film Critics Awards
  - Miglior attore non protagonista a Burt Reynolds
  - Miglior attrice non protagonista a Julianne Moore
  - Nomination Miglior film
- 1997 - New York Film Critics Circle Award
  - Miglior attore non protagonista a Burt Reynolds
- 1998 - Las Vegas Film Critics Society Award
  - Miglior attore non protagonista a Burt Reynolds
- 1997 - Los Angeles Film Critics Association Award
  - Miglior attore non protagonista a Burt Reynolds
  - Miglior attrice non protagonista a Julianne Moore
  - New Generation Award a Paul Thomas Anderson
- 1997 - San Diego Film Critics Society Awards
  - Miglior attore non protagonista a Burt Reynolds
- 1997 - Boston Society of Film Critics Award
  - Miglior regista esordiente a Paul Thomas Anderson (anche per Sydney)
- 1998 - Chicago Film Critics Association Award
  - Miglior attore non protagonista a Burt Reynolds
  - Nomination Miglior attrice non protagonista a Julianne Moore
- 1998 - Dallas-Fort Worth Film Critics Association Awards
  - Miglior attore non protagonista a Burt Reynolds
- 1998 - Florida Film Critics Circle Awards
  - Miglior cast
  - Miglior attrice non protagonista a Julianne Moore
- 1998 - Artios Award
  - Miglior cast in un film commedia
- 1998 - British Independent Film Awards
  - Miglior film straniero in lingua inglese
- 1997 - Toronto International Film Festival
  - Metro Media Award (ex aequo con L.A. Confidential)
- 1998 - MTV Movie Award
  - Miglior performance rivelazione a Heather Graham
  - Nomination Miglior sequenza di ballo a Mark Wahlberg
- 1998 - Screen Actors Guild Award
  - Nomination Miglior cast
  - Nomination Miglior attore non protagonista a Burt Reynolds
  - Nomination Miglior attrice non protagonista a Julianne Moore
- 1998 - Writers Guild of America Award
  - Nomination Miglior sceneggiatura originale a Paul Thomas Anderson
- 1998 - Critics' Choice Movie Award
  - Nomination Miglior film
- 1998 - Chlotrudis Awards
  - Nomination Miglior attrice non protagonista a Julianne Moore (anche per I segreti del cuore)
- 1998 - European Film Awards
  - Nomination Miglior film internazionale
- 1999 - London Critics Circle Film Awards
  - Nomination Film dell'anno

## Curiosità
- Il soggetto del film è ispirato a un breve falso documentario, intitolato The Dirk Diggler Story, realizzato dallo stesso Anderson nel 1988.
- L'attore pornografico Ron Jeremy partecipò al film come consulente per le scene di sesso, mentre le attrici pornografiche Nina Hartley e Veronica Hart figurarono con dei camei nei ruoli, rispettivamente, della moglie fedifraga di Little Bill e della giudice incaricata di attestare le adeguate capacità genitoriali di Amber in merito alla custodia del figlio.
- La discussa scena finale, in cui il personaggio interpretato da Wahlberg allo specchio si prepara per un film facendo un dialogo con sé stesso allo specchio, è un tributo al monologo finale di Toro scatenato di Martin Scorsese, in cui Jake LaMotta, interpretato da Robert De Niro, parla allo specchio.